# Megacyllene ellifranziana
Megacyllene ellifranziana är en skalbaggsart som först beskrevs av Fuchs 1961.  Megacyllene ellifranziana ingår i släktet Megacyllene och familjen långhorningar.
Artens utbredningsområde är Costa Rica. Inga underarter finns listade i Catalogue of Life.